# Mózg Józefa Piłsudskiego

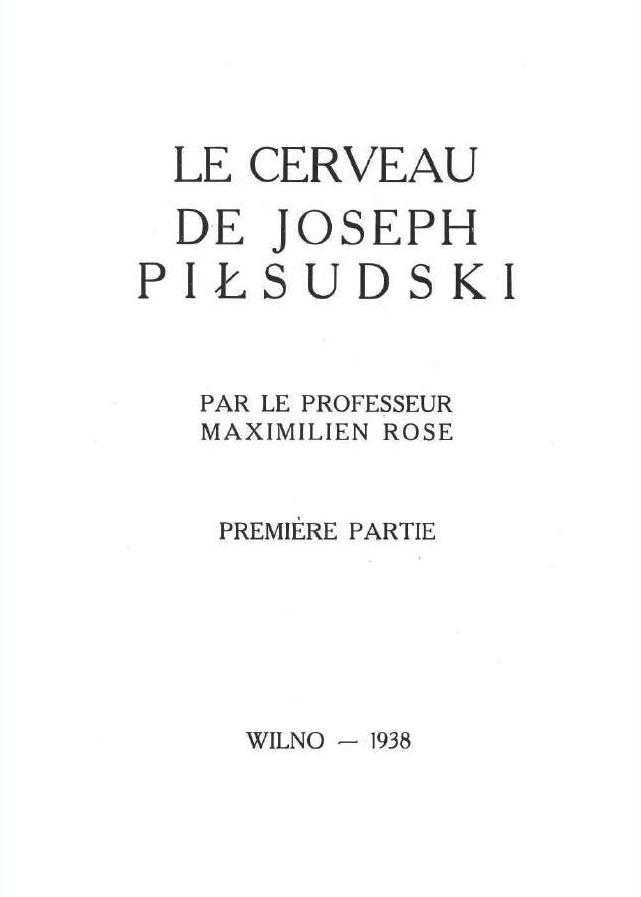
Strona tytułowa

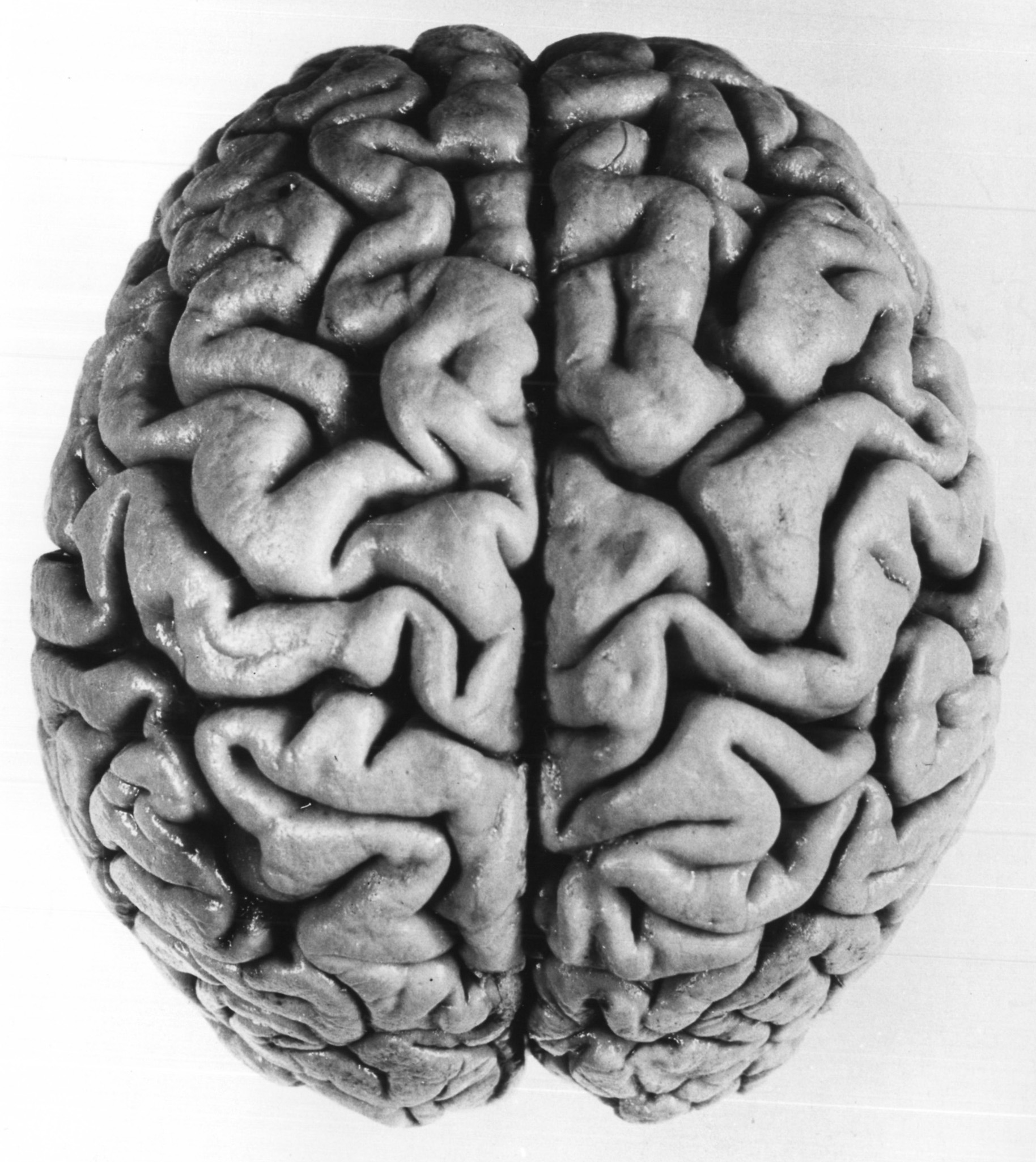
Tablica z atlasu przedstawiająca powierzchnię grzbietową mózgowia Piłsudskiego

Mózg Józefa Piłsudskiego (fr. Le cerveau de Joseph Pilsudski) – opublikowana w 1938 roku monografia, opracowana pod redakcją prof. Maksymiliana Rosego w Polskim Instytucie Badań Mózgu w Wilnie, podsumowująca pierwszy etap prac neuroanatomicznych nad morfologią i cytoarchitektoniką zmarłego w 1935 roku marszałka Józefa Piłsudskiego. Praca wydana została w Wilnie nakładem drukarni Józefa Zawadzkiego w ograniczonym nakładzie. Do dziś zachowało się kilka egzemplarzy tego dzieła. Śmierć prof. Rosego i wybuch II wojny światowej uniemożliwiły opracowanie i publikację planowanych dalszych części.

## Historia badań
W okresie międzywojennym europejscy neuroanatomowie poświęcili wiele uwagi badaniom mózgów osób o wyjątkowych uzdolnieniach. Powstawały Instytuty Badań Mózgu: jednymi z pierwszych były instytuty w Berlinie (Kaiser-Wilhelm-Institut für Hirnforschung), Moskwie (Institut Mozga) i Madrycie (Instituto Cajal). Polski Instytut Badań Mózgu powstał w 1928 roku, a jego pierwszym dyrektorem został mianowany Maksymilian Rose (1883–1937).
Józef Piłsudski zmarł 12 maja 1935 roku w Warszawie. Niezwłocznie po śmierci marszałka, w nocy z 12 na 13 maja 1935 roku mjr dr Wiktor Kaliciński i dr Józef Laskowski wyjęli i zabezpieczyli mózg (obaj wyjęli także serce, wykonali sekcję zwłok i pracowali nad ich konserwacją i balsamowaniem (mumifikacją)). 21 maja 1935 preparat został w Pałacu Belwederskim w Warszawie przekazany Rosemu przez rotmistrza Aleksandra Hrynkiewicza, po czym wysłano go do Wilna i zdeponowano w Polskim Instytucie Badań Mózgu w specjalnie przeznaczonym do tego budynku.
Część prac mieli prowadzić także prof. Kazimierz Orzechowski i prof. Stefan Pieńkowski.
W pracy prof. Rosemu prawdopodobnie pomagali jego asystenci: Zofia Bojarczyk-Czyżewska, Jerzy Borysowicz, Jerzy Olszewski, Jerzy Rose i (prawdopodobnie) Zygmunt Kanigowski oraz żona Stella. Dr Stanisław Witek miał podobno tłumaczyć tekst publikacji na francuski. Jednak nikt z tych współpracowników nie został wymieniony wśród autorów dzieła, podpisany jest jedynie prof. Rose.
W badaniach makroskopowych mózgowia Piłsudskiego posłużono się wykonanymi metodą Pollera-Economo odlewami.
Profesor Rose zmarł niespodziewanie 30 listopada 1937. Po jego śmierci nie kontynuowano tych prac, a losy mózgu Piłsudskiego są nieznane. Istnieje na ten temat kilka hipotez:
- preparaty zostały przekazane do dalszego opracowania prof. Oskarowi Vogtowi do Berlina[6][8];
- preparaty zostały wysłane do Warszawy do Instytutu im. Nenckiego, i uległy zniszczeniu podczas wojny;
- preparaty zostały zabrane przez rosyjskich neuropatologów do Moskwy[11];
- pojemnik z mózgiem został ukryty na terenie wokół PIBM przez kilku profesorów uniwersytetu w 1939[6].

Zaginął nie tylko preparat mózgu Piłsudskiego, ale też wszystkie odlewy i oryginalne klisze zdjęciowe, a także wszystkie inne preparaty z PIBM.
Recenzja pracy Rosego autorstwa szwajcarskiego neuroanatoma Mieczysława Minkowskiego ukazała się na łamach Schweizer Archiv für Neurologie und Psychiatrie.
Na początku marca 1938 informowano, że przerwane wskutek śmierci prof. Rosego badania nad mózgiem Józefa Piłsudskiego wznowiono i zostały powierzone prof. Kornelowi Michejdzie, prof. Hillerowi, prof. Stefanowi Mozołowskiemu (był on przy śmierci Marszałka), a z ramienia wojskowości płk. Kiaksta.
W 1939 badania nad mózgiem marszałka miał kontynuować dr Włodzimierz Godłowski.

## Publikacja
I tom pracy Mózg Józefa Piłsudskiego zawiera szczegółowy opis techniki przygotowania preparatów neuroanatomicznych i konserwacji mózgowia Piłsudskiego, w języku polskim (stronice prawe) i francuskim (stronice lewe); łącznie 211 kart in 8vo (240 × 170 mm). Poprzedzony jest wstępem autorstwa doktora Stanisława Roupperta, Szefa Wojskowej Służby Zdrowia. Koszt książki wynosił 300 złotych.
Monografii towarzyszył atlas z 36 kolorowymi tablicami fotograficznymi preparatów o wymiarach 475 × 335 mm. Plansze umieszczone były w skórzanej granatowej teczce, a ta w ozdobnym płóciennym etui o wzorze wileńskim, zamykanym na klamry w kształcie orłów polskich.
Nakład pracy nie jest znany, podobno wydano kilkanaście-kilkadziesiąt egzemplarzy.
Zachowane egzemplarze dzieła znajdują się w:
- Bibliotece Jagiellońskiej (2 egzemplarze)[15]
- Bibliotece Narodowej[16]
- Archiwum Akt Nowych[17]
- Głównej Bibliotece Lekarskiej[18]
- Uniwersytecie Wileńskim
- Hauptbibliothek Universität Zürich (2 egzemplarze)[19]
- Universitäts- und Landesbibliothek Düsseldorf[20]
- Bibliotece Instytutu Józefa Piłsudskiego w Ameryce[21]
- Bibliotece Narodowej im. Martynasa Mažvydasa na Litwie[22]
- Instytucie im. Marszałka Piłsudskiego w Londynie (egzemplarz dr. Jerzego Borysowicza)
- Wojewódzkiej Bibliotece Publicznej im. Marszałka Józefa Piłsudskiego w Łodzi
- Muzeum Gdańskiego Uniwersytetu Medycznego (egzemplarz należący wcześniej do prof. Stanisława Hillera)[23]
- National Library of Medicine[24]
- Muzeum im. Jerzego Dunin-Borkowskiego w Krośniewicach
- Książnicy Cieszyńskiej (egzemplarz wcześniej należący do Kornela Michejdy)[25]

Zaginęły lub uległy zniszczeniu w czasie wojny egzemplarze należące do Włodzimierza Brühla i Stanisława Witka.